# Philippe Chaperon
Philippe-Marie Emile Chaperon (Parigi, 2 febbraio 1823 – Lagny-sur-Marne, 21 dicembre 1906) è stato un pittore e scenografo francese, particolarmente noto per il suo lavoro presso l'Opéra national de Paris.
Ha prodotto scenografie per le prime di numerose opere del XIX secolo tra cui il Don Carlos e l'Aida di Giuseppe Verdi, Le Cid di Jules Massenet, Henri VIII di Camille Saint-Saëns e la seconda parte de Les Troyens di Hector Berlioz. Inoltre ha curato la scenografia per la prima rappresentazione teatrale in Francia dell'Otello, del Rigoletto e Tannhäuser di Richard Wagner.

## Biografia

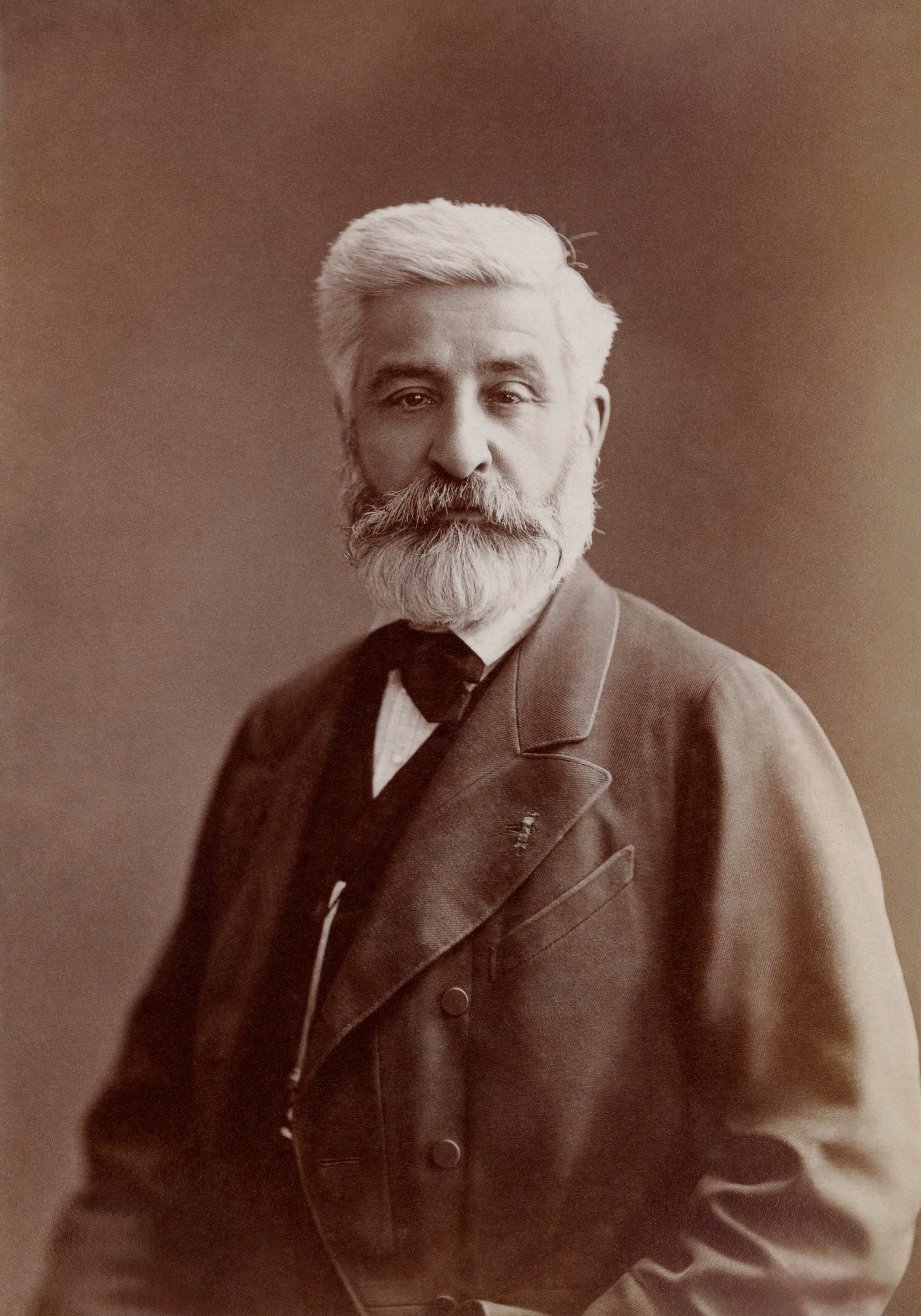
Philippe Chaperon fotografato da Nadar.

Philippe nacque a Parigi e crebbe in un ambiente modesto, nel quale suo padre lavorava come impiegato presso la Caisse d'épargne. Ha frequentato il Liceo Condorcet e l'École nationale supérieure des beaux-arts dove ha studiato pittura e architettura. Vinse la borsa di studio Prix de Rome e trascorse tre anni a Villa Medici. Inoltre, studiò architettura nell'atelier di Victor Baltard e pittura nell'atelier di Léon Riesener dove ricevette la guida del cugino Eugène Delacroix.
Debuttò al Salon di Parigi nel 1844 con Ruines d'un Temple dans l'Inde, dove in seguito espose dipinti paesaggistici di città, villaggi e alcuni raffiguranti interni di chiese. Infatti molti dei suoi dipinti sono stati influenzati dai suoi pregressi studi in architettura. Tuttavia raggiunse la fama come scenografo, attività che intraprese dal 1842 sotto la guida di Pierre-Luc-Charles Ciceri e Domenico Ferri, scenografi per i principali teatri dell'opera di Parigi. Trascorse due anni in Spagna dal 1847 al 1849, inizialmente per lavorare all'arredamento di un teatro a Barcellona, ma su suggerimento di Ciceri viaggiò per la nazione dipingendo scene di villaggi e città che ispirarono le sue scenografie, anche grazie al successo riscosso dai soggetti spagnoli nell'Opera.
Nel 1851 entrò a far parte dell'antico atelier di Ciceri gestito dal genero Auguste Alfred Rubé. Nel 1864 Rubé e Chaperon fondarono l'atelier "Rubé et Chaperon" e per i successivi 30 anni produssero numerose scenografie e decorazioni per teatri in tutta la Francia e in Belgio. Nel 1875 realizzarono il sipario trompe-l'œil per il teatro Opéra Garnier e il dipinto sulla cupola dell'auditorium principale del Théâtre Royal de la Monnaie. Chaperon progettò anche un sipario trompe-l'œil per l'Théâtre de l'Éden, inaugurato nel 1883. Oltre al suo lavoro nel comparto teatrale con Rubé, Chaperon realizzò dipinti decorativi e design d'interni per chiese, edifici pubblici e palazzi privati come l'Hôtel Goüin.
Nel 1895 Rubé lasciò l'atelier per instaurare una nuova collaborazione con il nipote Marcel Moisson, il quale precedentemente lavorò per il loro. Philippe portò avanti l'atelier affiancato da suo figlio Émile, insieme idearono progetti per molte produzioni operistiche e teatrali a Parigi che includevano La favorita, Gli ugonotti, Frédégonde, Amleto e Messidor. Hanno anche prodotto mostre per l'Esposizione Universale di Parigi del 1900 e decorazioni d'interni per numerosi teatri provinciali e per il Casino municipal de Biarritz aperto nel 1901.
Chaperon si ritirò a Lagny-sur-Marne nella periferia di Parigi nel 1905, dove morì nel 1906 all'età di 83 anni. Dopo la sua morte, il pittore e politico Étienne Dujardin-Beaumetz commissionò a Charles-Henri Pourquet un busto di Chaperon che fu collocato nell'Opéra Garnier.
Dopo la morte del padre, Émile Chaperon continuò a lavorare come designer e in seguito aprì una galleria d'arte nel Rue du Faubourg Saint-Honoré. Lasciò Parigi per Saint-Maur-des-Fossés nel 1932 e morì a Confolens nel 1946. Philippe ebbe altri due figli, Eugène Chaperon, pittore e illustratore specializzato in soggetti militari e lo scrittore Philippe Auguste Théophile Chaperon.

## Galleria d'immagini

### Scenografie

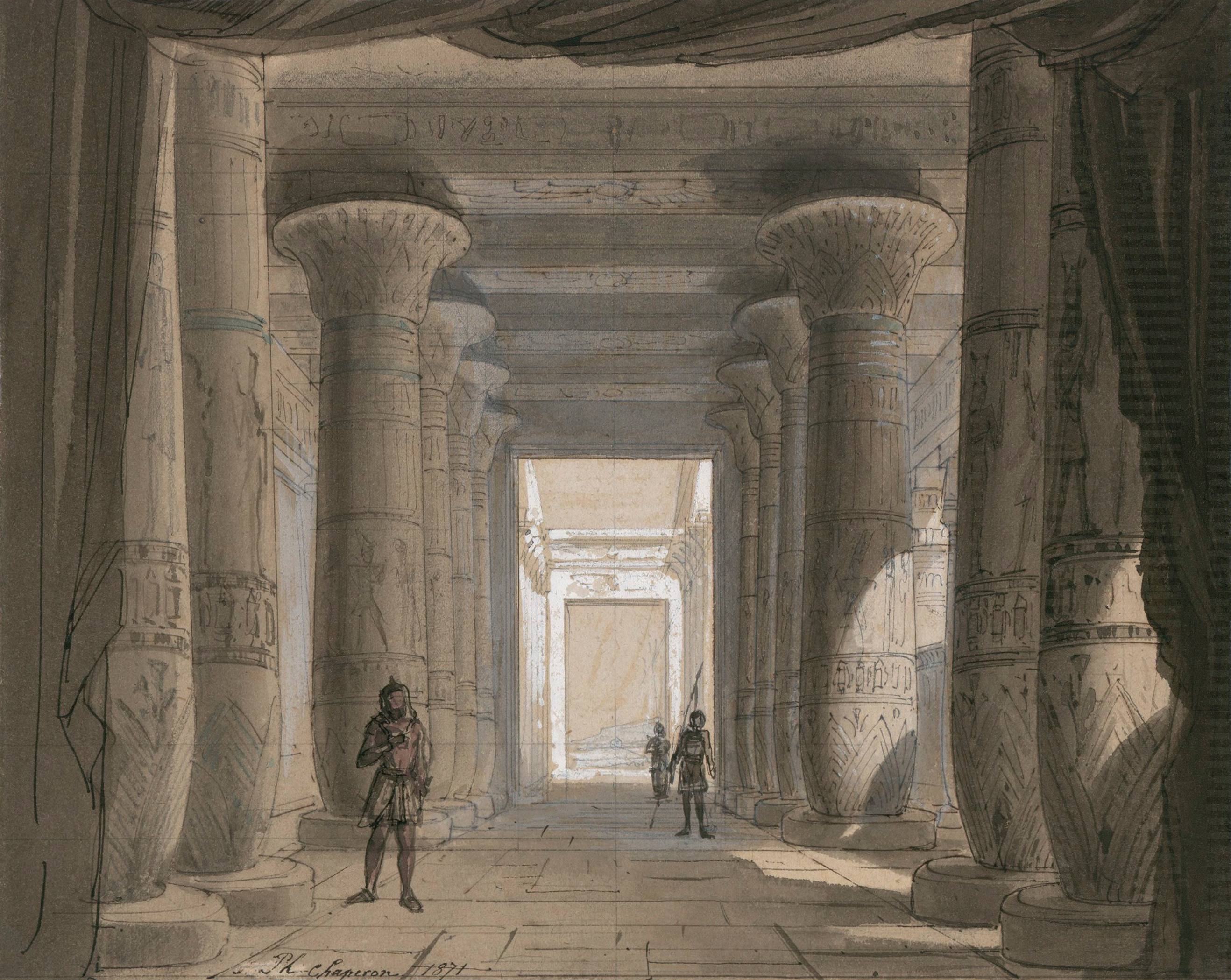
Aida (Atto I, Scena 2) Première del 1871 presso la Khedivial Opera House a El Cairo
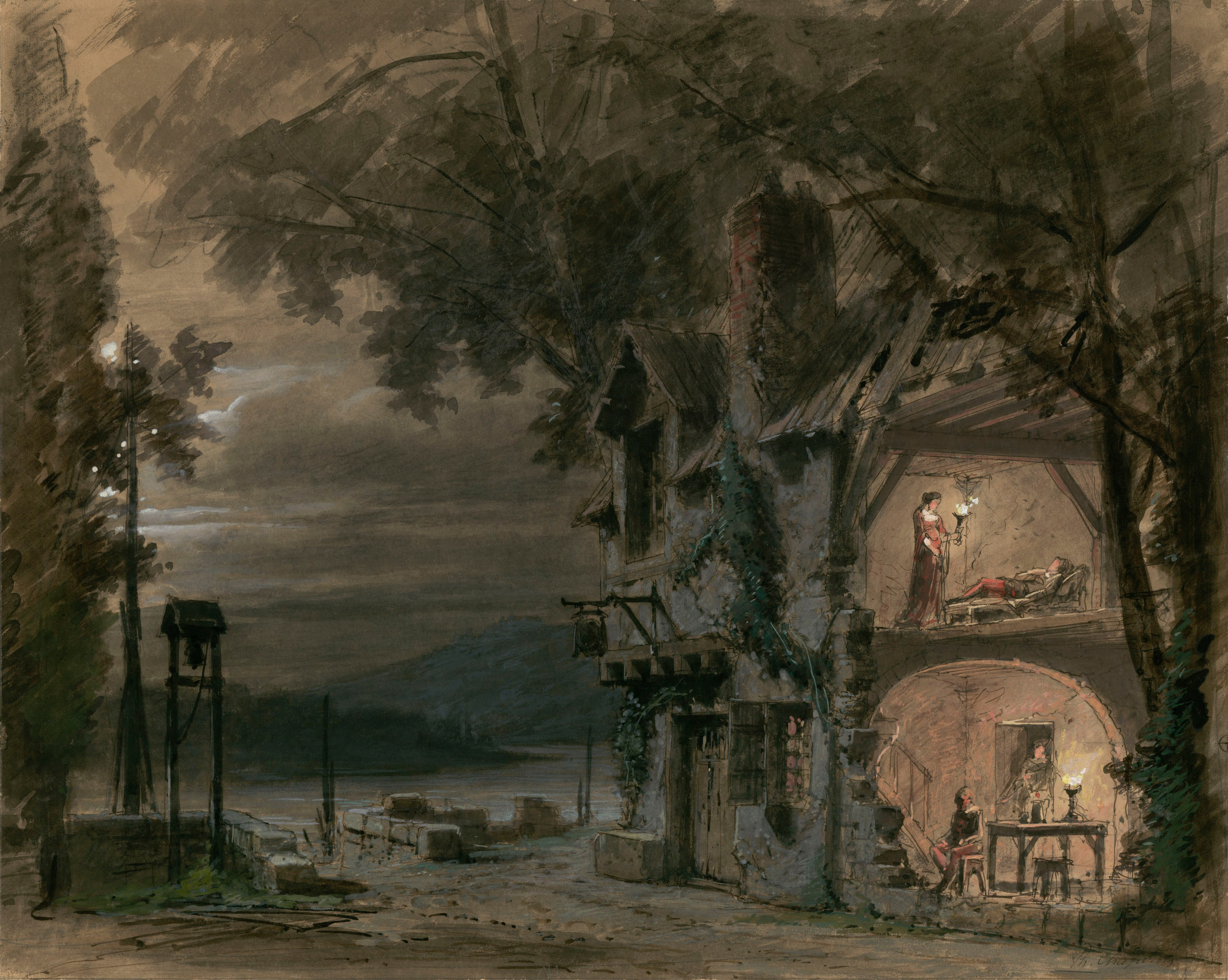
Rigoletto (Atto III) Revival del 1885 presso l'Opéra Garnier
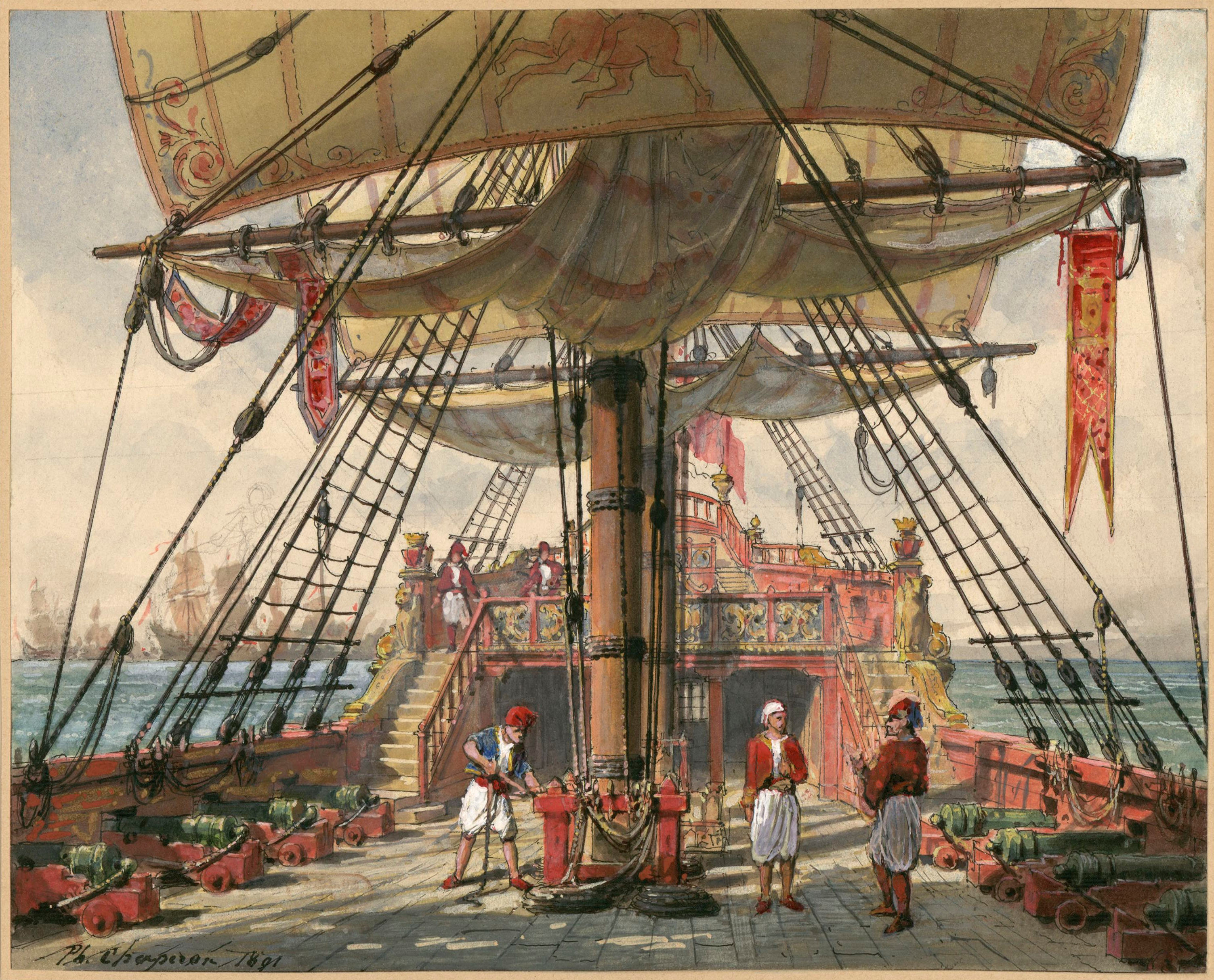
Haydée, ou Le secret (Atto II) Revival del 1891 presso il Théâtre national de l'Opéra-Comique
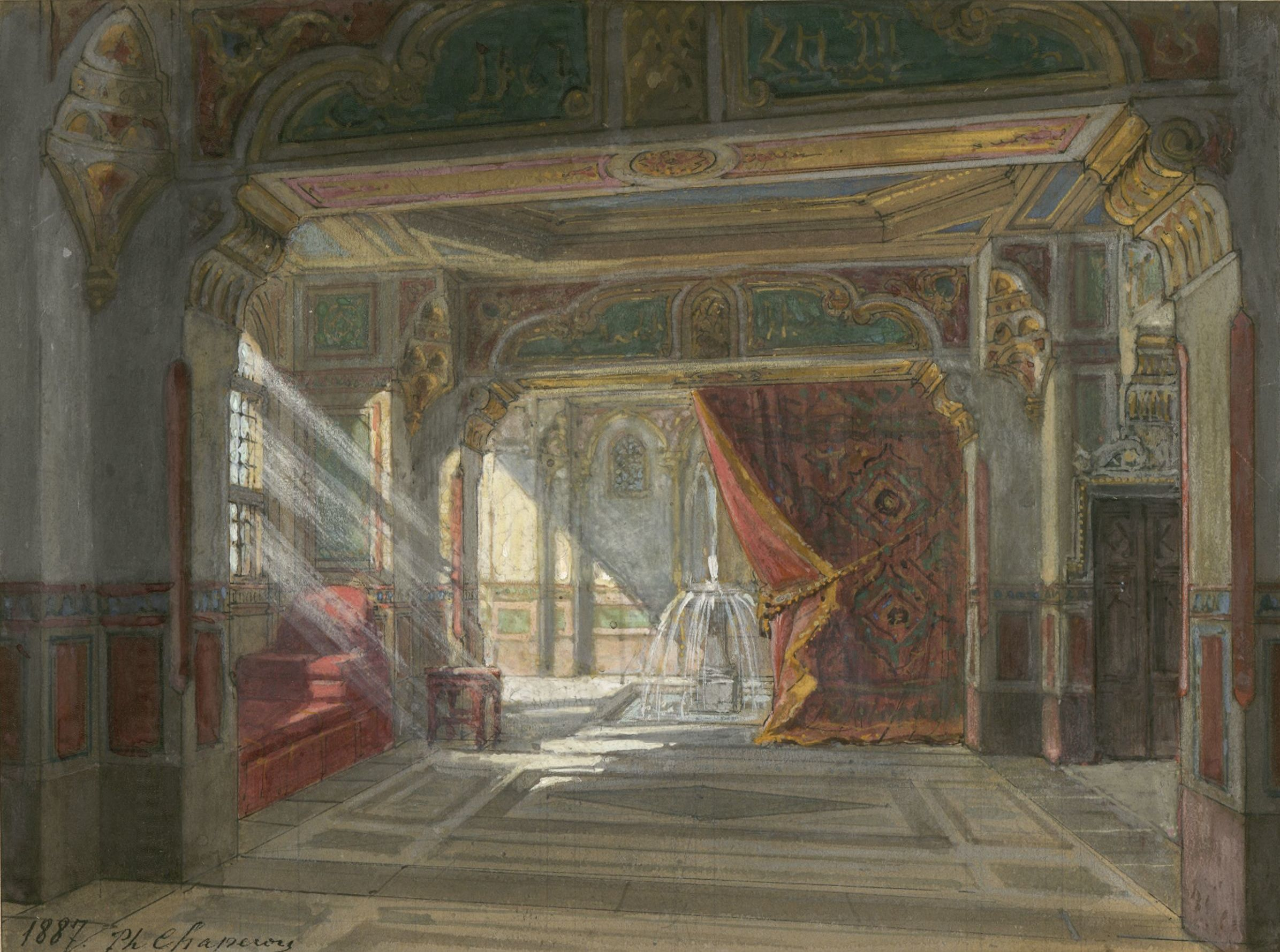
Oberon (Atto II, Scena 1) Revival del 1887 presso il Théâtre national de l'Opéra-Comique

### Quadri

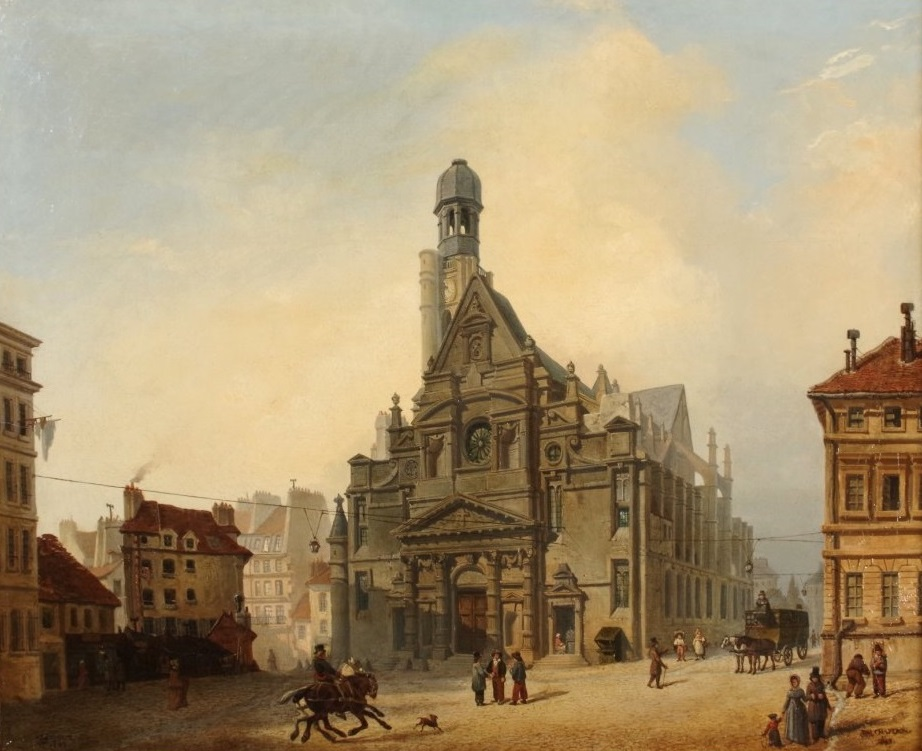
L'église Saint-Etienne-du-Mont (1842)
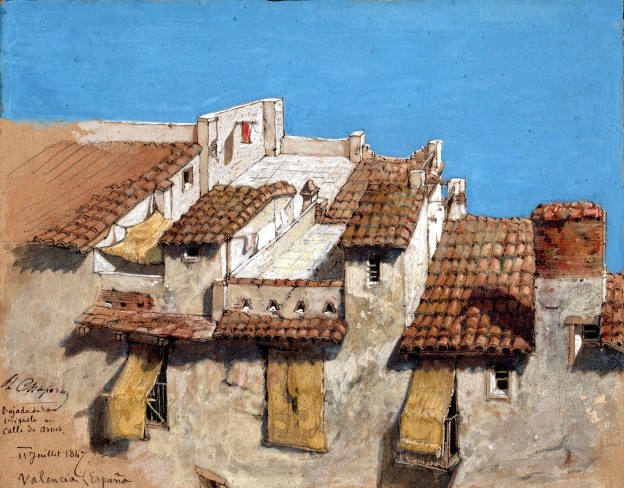
Bajada de San Miguel (1847)
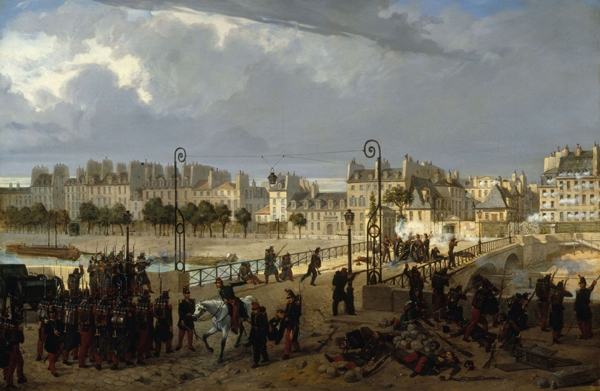
Scène d'émeute au pont de l'Archevêché (1849)
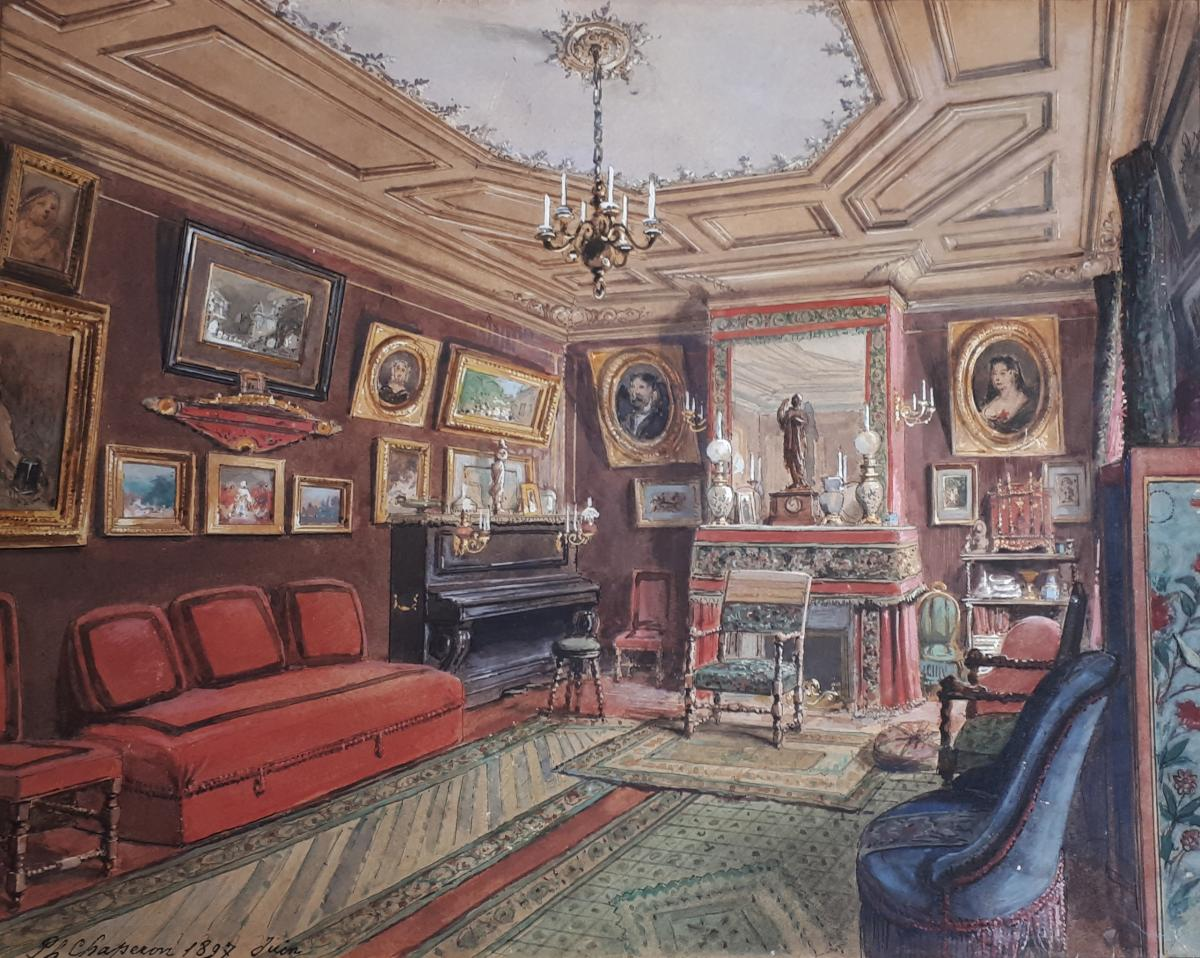
Intérieur d'un salon (1897),
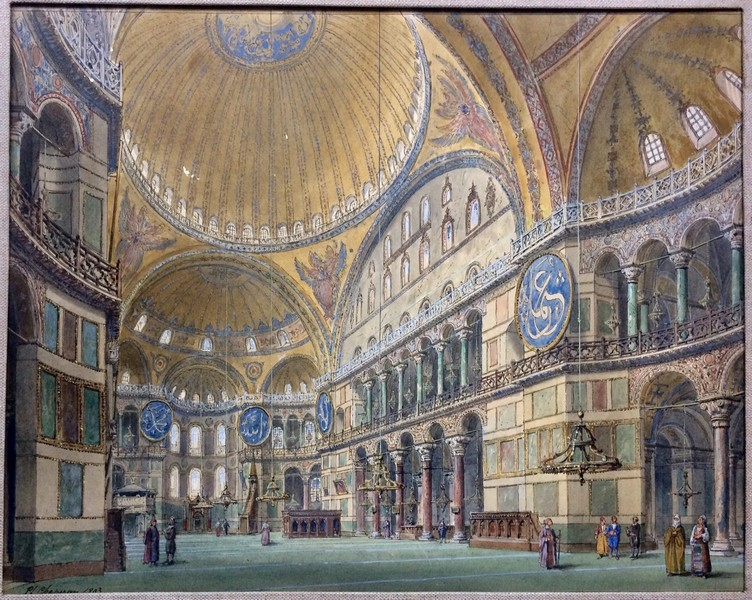
Basilique Sainte-Sophie (1893)